# Marshmellow Records (Canada)
Marshmellow Records is een Canadees platenlabel, dat onder meer rockmuziek, jazz, new age-muziek en wereldmuziek (zoals Latin) uitbrengt. Het werd in 1994 opgericht en is gevestigd in Toronto. Het label is eigendom van Barry Lubotta, die ook een opnamestudio heeft waar de albums worden opgenomen. 
Op het label is muziek van Danny Weis (bekend van Iron Butterfly), Adlai Waxman, Kirk Elliott, Ron Wiseman, Steve Middleton, Peter Mathers, Big Beat Collective, D.W. James en anderen uitgebracht.